# The Tunnel Workers
The Tunnel Workers je americký němý film z roku 1906. Film měl premiéru 15. listopadu 1906.

## Děj
Dva muži se v tunelu perou o manželku jednoho z nich, když vtom dojde k výbuchu. Oba se přestanou prát a začnou si pomohát k útěku. Vše nakonec skončí tak, že se oba usmíří.